# Richard Chamberlain
Richard Chamberlain (Beverly Hills, California, 31 de marzo de 1934-Waimanalo, Hawái, 29 de marzo de 2025) fue un actor y cantante estadounidense, famoso por su participación en películas, series de televisión y obras de teatro. Al momento de su fallecimiento se encontraba entre los últimos actores sobrevivientes de la Época de Oro de Hollywood.

## Biografía
Fue el segundo hijo de Elsa Winnifred y Charles Axiom Chamberlain, nacido en 1935 en Beverly Hills. Tuvo una infancia difícil debido al alcoholismo de su padre.
En 1952, se graduó en la Beverly Hills High School y más tarde asistió a la Universidad de Pomona. Tras graduarse de la Universidad con la licenciatura en artes, se fue a Corea a cumplir el servicio militar por 16 meses como empleado de la compañía de infantería, y luego ascendió al rango de sargento. De regreso, estudió actuación.

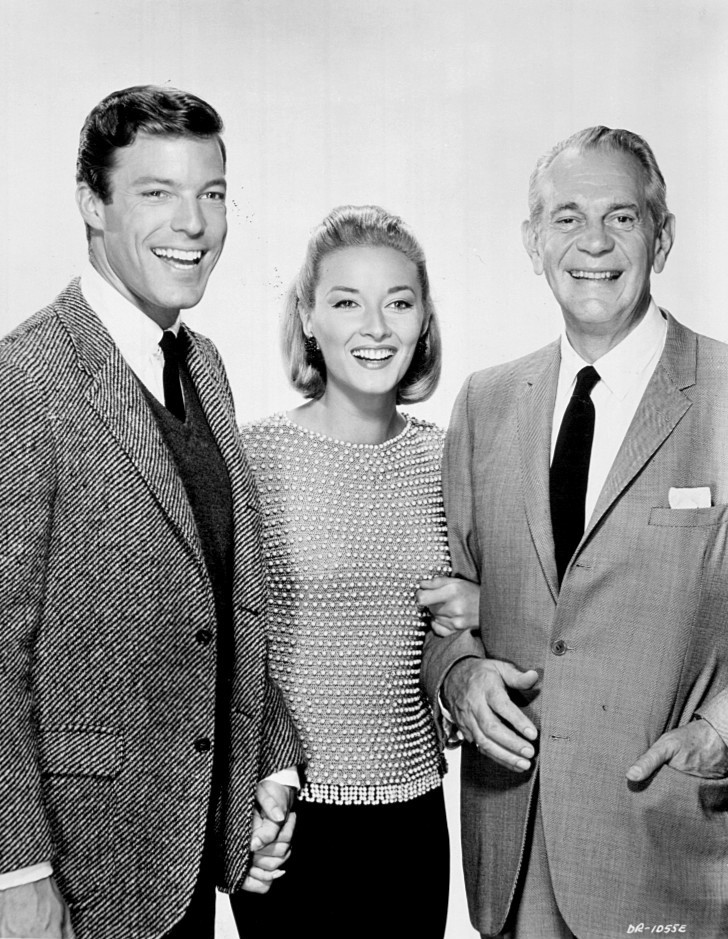
Dr. Kildare 1964-Richard Chamberlain, Daniela Bianchi y Raymond Massey (1964)

Debutó en televisión interpretando papeles secundarios en varias series, como La ley del revólver, Alfred Hitchcock presenta y Thriller.
En 1960 comenzó en teatro y en el cine, y se presentó en Broadway con Holly Gollightly, versión teatral de la película de Blake Edwards Desayuno con diamantes, que a su vez se basaba en el relato homónimo de Truman Capote.
Gracias a su notable apostura y calidez interpretativa, alcanzó gran parte de su fama a partir de 1961, fecha en la que protagonizó la exitosa serie Dr. Kildare, mantenida en pantalla hasta 1965, donde también aparece junto a la actriz italiana Daniela Bianchi. Con el paso de los años, se convirtió en una estrella indiscutible de la televisión, con producciones como Hamlet en 1970, como el trampero Alexander McKeag en la serie Centennial en 1978, además de la miniserie y súper producción Shogun de 1980 y la serie de TV El pájaro espino (o El pájaro canta hasta morir) de 1983.  En El pájaro canta hasta morir, la protagonista seleccionada era la actriz Jane Seymour, en el rodaje de una escena romántica, la actriz tuvo un incidente íntimo casual durante la misma que afectó y molestó sobremanera a Chamberlain, Seymour fue despedida y reemplazada por Rachel Ward.
Tuvo papeles secundarios destacables en películas como Los tres mosqueteros de Richard Lester, la superproducción El coloso en llamas y de protagonista en El Conde de Montecristo (1975) junto a Tony Curtis, luego El hombre de la máscara de hierro (1976), además de Las minas del rey Salomón, junto a una joven Sharon Stone (1985), entre otras películas.
En 1989, su condición de gay fue develada ampliamente por una revista francesa de prensa amarillista femenina llamada French Nous Deux.
En junio de 2003, Chamberlain —que durante años cautivó el corazón de las mujeres desde la televisión, el cine y el teatro— decidió «salir del armario» y declarar públicamente su homosexualidad. Su declaración coincidió con la publicación de sus memorias, Shattered Love, en las que confiesa una infancia difícil. 
Chamberlain fue un polifacético actor que supo dar a cada uno de los personajes que ha interpretado un carácter inigualable y completamente diferenciado. Se adentró en el papel para cautivar al público, olvidándose de su propia personalidad al interpretar un personaje. Además de actor, Chamberlain tenía una hermosa voz y grabó en sus años de juventud discos con música melodiosa y romántica. Cabe destacar que Richard Chamberlain también promovió la protección del medio ambiente en su Estados Unidos natal y también defendió las causas de los derechos humanos.

## Vida personal
Chamberlain era conocido por ser bisexual y llevar una vida muy discreta.  A principios de 1962, salió con la actriz Sharon Hungueny. Más tarde, entre 1964 y 1965, salió con Chris Noel. La relación duró un año y entre 1965 y 1966 salió con la actriz Joan Marshall.
Chamberlain estuvo relacionado con el actor de televisión Wesley Eure a principios de 1970. En 1977, conoció al actor, guionista y productor Martin Rabbett, 20 años menor que él, con quien se unió civilmente en el estado de Hawái, donde la pareja residió desde 1986 hasta 2010 marcando el fin de su relación de 33 años.

## Últimos años y fallecimiento
Después de retirarse de la actuación, vivía tranquilo, aunque en los últimos años enfrentó serios problemas de salud. 
Falleció en su casa hawaiana de Waimanalo, dos días antes de cumplir los 91 años de edad, el 29 de marzo de 2025 producto de unas serias complicaciones debido a un ACV.

## Filmografía
- 1960: Secret of the Purple Reef
- 1961: Fort Comanche (A Thunder of Drums)
- 1963: Twilight of Honor (Acusación de asesinato)
- 1964: Joy in the Morning (Alegre amanecer)
- 1968: Petulia
- 1969: The Madwoman of Chaillot (La loca de Chaillot)
- 1970: Julius Caesar (El asesinato de Julio César)
- 1970: The Music Lovers (La pasión de vivir o Los amantes de la música, donde interpreta a Piotr Chaikovski)
- 1972: Lady Caroline Lamb
- 1973: The Three Musketeers (Los tres mosqueteros)
- 1974: The Four Musketeers (Los cuatro mosqueteros)
- 1974: The Towering Inferno (Infierno en la torre o El coloso en llamas)
- 1974: The Last of the Belles (La última de las bellas)
- 1975: The Count of Montecristo (El conde de Montecristo)
- 1976: Cinderella (The Slipper and the Rose)
- 1976: The Man in the Iron Mask (La máscara de hierro)
- 1977: The Last Wave (La última ola)
- 1978: The Swarm (El enjambre)
- 1980: Shogun (Shogun: señor de samuráis)
- 1980: Bells (Llamada mortal)
- 1983: The Thorn Birds (El pájaro canta hasta morir o Los pájaros espinos)
- 1985: Nueva versión de King Solomon’s Mines (Las minas del rey Salomón)
- 1986: Allan Quatermain and the Lost City of Gold (Allan Quatermain y la ciudad perdida del oro)
- 1987: Casanova
- 1988: Conspiración terrorista, el caso Bourne (telefilme cuyo coproductor fue el notable director, productor y actor Martin Rabbett, pareja del actor desde mediados de los años setenta)[8]
- 1989: El regreso de los mosqueteros
- 1993: Ordeal in the Artic
- 1995: Bird of Prey
- 1997: River Made to Drown In
- 1999: Pavilion
- 2007: Yo los declaro Marido y Larry

## Televisión
- El retrato de una dama (The Portrait of a Lady) (Miniserie) - (1968)
- El conde de Montecristo (Telefilme) - (1975)
- Centenario (Miniserie) - (1978)
- Shogun (Miniserie) - (1980)
- El pájaro espino (Miniserie) - (1983)
- All the Winters That Have Been
- Identidad perdida (Telefilme) - (1988)
- Wallemberg,
- La historia de un héroe (Wallemberg a hero's history),
- Sueño del Oeste (Dream West),
- El hijo de la isla (Island Son),
- The Thorn Birds: The Missing Years (El pájaro espino: Los años perdidos),
- Too Rich: The Secret Life of Doris Duke (La vida secreta de Doris Duke),
- Dr. Kildare.

## Teatro
- West Side History,
- Private Lives,
- The Philadelphia History,
- Hamlet,
- Richard II,
- Lady's Not for Burning,
- The Fantasticks,
- Cyrano de Bergerac,
- The Night of Iguana,
- Fathers and Sons,
- Arms and the Man,
- Blithe Spirit,
- Masques of Melancholia (Hamlet),
- My Fair Lady (Mi bella dama),
- The Sound of Music (El sonido de la música),
- The Shadow of Greatness (La sombra de la grandeza),
- The Stillborn Lover (El amante muerto),
- Scrooge: The Holiday Musical,
- Portrait of a Young Artist,
- El rey y yo -The King and I-,
- Spamalot, como rey Arturo.